# Корі Чейз
Одрі Вірцбергер (25 лютого 1981 , Трентон ), відома як Корі Чейз (англ. Cory Chase) — американська порноакторка.

## Біографія
Народилася 25 лютого 1981 року в Нью-Джерсі. 
В порноіндустрію потрапила в 2009 році, у віці близько 28 років.
Знімалася для таких порностудій, як Pure Mature, Evil Angel, Brazzers, Digital Sin, Reality Kings, Naughty America, Forbidden Fruits Films, Mile High, Bangbros, Pure Play Media, Girlfriends Films, Mofos.
Знялася в понад 220 порнофільмах.

## Нагороди та номінації
| Рік  | Церемонія        | Результат | Номінація                                                   | Робота                                          |
| ---- | ---------------- | --------- | ----------------------------------------------------------- | ----------------------------------------------- |
| 2016 | Fetish Con Award | Перемога  | Кращий гомосексуальний (чоловік або жінка) фетиш-виконавець | Н/Д                                             |
| 2019 | AVN Awards       | Перемога  | Премія фанатів: улюблена зірка кліпів                       | Н/Д                                             |
| 2019 | Pornhub Award    | Номінація | Favorite MILF                                               | Н/Д                                             |
| 2019 | Pornhub Award    | Номінація | Highly Experienced — Top MILF Performer                     | Н/Д                                             |
| 2019 | XBIZ Cam Award   | Номінація | Краща MILF-артистка кліпів                                  | Н/Д                                             |
| 2020 | AVN Awards       | Номінація | Мейнстрім-підприємство року (разом з Лізою Енн і Рэйвинесс) | «Мільярди» (4 сезон 7 епізод «Нескінченна гра») |
| 2020 | AVN Awards       | Перемога  | Премія фанатів: улюблена зірка інді-кліпів                  | Н/Д                                             |

## Вибрана фільмографія
- Anal Craving MILFs 4[14],
- Broken Vows[15],
- Hottest Moms In Town[16],
- Make Her Submit[17],
- My friend's Hot Mom 51[18],
- Naughty Anal MILFS 2[19],
- Pervs On Patrol 2[20],
- RK Prime 6[21],
- Twisted Family Secrets[22].